# A-318
La A-318 o De Estepa a carretera Granada-Córdoba por Lucena es una autovía autonómica andaluza en el tramo entre Lucena y Cabra y carretera autonómica andaluza en el tramo entre Estepa y Lucena y otro entre Cabra y Luque. Este tramo pertenece a la Red Básica Estructurante del Catálogo de Carreteras de la Junta de Andalucía catalogada como De Estepa a carretera Granada-Córdoba por Lucena con 72,67 kilómetros de longitud (de los cuales 10 kilómetros pertenece a la autovía y 62,67 kilómetros pertenece a la carretera).

## Situación previa
La carretera A-318 sigue el trazado de la antigua carretera A-340 (tramo Estepa-Guadix) y antigua carretera comarcal C-327 (tramo Cabra-Luque). Esta la dividió, reformó y renombró, surgiendo a partir de ella las siguientes vías:
- A-340 desde Estepa hasta Cabra.
- C-327 de Cabra hasta Luque.

No obstante, esta denominación no quedó asentada del todo: al poco tiempo se escindió de la vía el tramo Luque (N-432)-Cabra (antigua C-327) y otro tramo Cabra-Estepa (antigua A-340), quedando de este modo la actual denominación A-318 de Estepa a Luque (N-432).

## Transformación en autovía
El primer tramo de la autovía entre Lucena con la conexión a la autovía de Málaga (A-45) y Cabra con la conexión a la A-339 fue inaugurado en el verano de 2009, como único tramo de la autovía en circulación. El resto de los tramos pendientes de la duplicación o nuevos trazados, esta en fase de nueva redacción de proyecto, por lo que fueron relicitados los dos proyectos, en los tramos Variante de Cabra y Navas del Selpillar-Lucena y otros que esta pendiente de la actualización de proyecto.

## Tramos

### Conversión en autovíaA-318(Autovía del Olivar)
| Denominación | Tramo                     | Kilómetros | Año servicio |
| ------------ | ------------------------- | ---------- | ------------ |
| A-318        | Cabra (sur) - Lucena A-45 | 10         | 2009         |

## Salidas
| Estación de servicio energy Carburantes Puente Genil |

| estación de servicio Estación de servicio Carrefour Puente Genil |